# Håga by, Järfälla kommun
Håga by i Järfälla kommun i Stockholms län var ursprungligen en by på fyra frälsegårdar i Järfälla socken i nuvarande Barkarby i Järfälla. Det finns nu inga byggnader kvar på byns gamla plats, som ligger cirka 600 m sydväst om Hägerstalunds gård och ungefär lika långt nordnordost om den punkt, där Norrviksvägen korsar Säbyån.
På platsen där Håga byplats från 1500-talet låg, anlades Barkarby flygfält 1936. Nästan tjugo år senare, 1954, förlängdes start- och landningsbanan och den stora betongbelagda banan drogs rakt över delar av Håga gamla byplats. 1954 utplånades således det mesta av de då kvarvarande lämningarna.
De fyra bönderna i Håga by nämns för första gången i 1538 års jordebok och de hette då Oluff, Hindrik, Erik och Anders. Jordbruket vid Håga by upphörde redan 1826 och Håga by var därefter bebodd några år till. Därefter avhystes byn helt och hållet.

## Namnet
Enligt Lars Gustafsson j:r har namnet Håga tolkats på lite olika sätt. Namnet är släkt med "hög", enligt en tolkning, en annan är att namnet i formen "Hova" går tillbaka till "hof", som betydde "förnäm mans gård" eller "tempel". Karin Calissendorff, ortnamnsforskare, verkar närmast luta åt den senare betydelsen, enligt Järfällaboken II.

## Historik
Endast två gårdar upptas i 1599 års förmögenhetsbeskattning. De två andra gårdarna återfinns under rubriken torpare och husmän.
Den ena gården efter den andra läggs öde enligt jordeböckerna från 1600-talets första hälft och samtliga gårdar är öde 1604. Två gårdar är åter i bruk mot slutet av årtiondet och från 1620-talet är tre gårdar åter i bruk.
Enligt mantalslängden 1655 äger friherre Jakob Lilliehöök af Fårdala en gård, som han ärvt efter sin far Johan Lilliehöök och fältmarskalken greve Lennart Torstensons (1603-1651) arvingar äger två av gårdarna, enligt mantalslängden 1655. Den fjärde gården ägs av Erik Gyllenstierna (1602-1657). Det gyllenstiernska hemmanet övergår efter Erik Gyllenstiernas död 1657 på makan Beata von Yxkull (1618-1667) och sedan på deras son Christoffer Gyllenstierna (1647–1705), som 1677 sålde det till landshövdingen Mårten Reutercrantz (1635–1680). Efter dennes död 1680 bytte hans änka Vendela Hammarskjöld (1646–1729) bort gården 1682 till överinspektorn Nils Arvid Hägerflycht (1665–1751), som två år senare fick hemmanet förmedlat från ½ till ¼. 
Efter Nils Arvid Hägerflychts död 1751 övergick Håga till hans dotter Helena Christina Hägerflycht (1701–1786), gift med hovmarskalken Johan Teet (1674–1752) och efter deras död till sonen kammarherre Arvid Teet (1720–1792), som innehade byn till sin död 1799.
Efter Jakob Lilliehööks död 1657 övergick det lilliehöökska hemmanet i Håga på hans änka Brita Cruus af Gudhem, som ännu vid 1600-talets utgång ägde det.
Enligt 1665 års mantalslängd innehades de torstensonska hemmanen av överstelöjtnanten, sedermera presidenten i Åbo hovrätt, greve Anders Torstenson, son till Lennart Torstenson. År 1683 såldes Anders Torstenson de båda hemmanen till Nils Hägerflycht, som då således ägde tre av byns fyra gårdar. Hägerflycht ägde redan tidigare en gård i Hanestad, vars säterifrihet gått förlorad men av honom återvunnits och köpte slutligen in även det andra hemmanet i Hanestad, som efter honom började kallas Hägerstalund.
År 1687 kartlades Håga. Av byns fyra gårdar låg tre i rad omedelbart intill och öster om Igelbäcken, medan den fjärde gården låg litet längre åt öster. De tre förstnämnda gårdarna ägdes av Nils Arvidsson Hägerflycht (1635–1702) och den östliga av Brita Cruus (1641–1716), änka efter Jakob Lilliehöök. Vid Nils Hägerflychts död 1702 övergick gården till sonen Arvid Hägerflycht. År 1705 köpte han också den fjärde gården, så att hela Håga by då ägdes på en hand under säteriet Hägerstalund.
Detta hemman indrogs vid reduktionen 1688 till Kronan, eftersom reduktionsmyndigheterna påstod att Erik Gyllenstiernas köp 1647 från Kronan skett mot ofruktbar fordran i det s.k. Kopparkompaniet. Sedan Christoffer Gyllenstierna ersatt Kronan med andra frälsegårdar frigavs dock åter Håga-hemmanet. Det skattlades sedan 1702, men fick efter reduktionsdeputerades resolution 1710 behålla frälsenaturen vilket det för övrigt enligt jordeboken hela tiden bevarat.
En arealavmätning av Håga by skedde år 1710. Då namngavs gårdarna och de tre gårdarna som låg utmed Igelbäcken kallades Norrgården, Mellangården och Södergården, medan gården som låg något längre från ån Igelbäcken kallades Uppgården. 
Håga gård frångick släkten Teet 1815 och hade därefter under 1800-talet ett 15-tal olika ägare. Några av ägarna deltog i Järfällas kommunala angelägenheter. Under Hägerstalunds gård lydde gårdarna Håga, Rocksta och Sten i Järfälla.
På Håga by upphörde det självständiga jordbruket 1826 och Håga beboddes endast ett par år till. Därefter avhystes gården helt och hållet. Således finns det inte några byggnader kvar på Håga bys gamla plats.

## Barkarby flygfält
Barkarby flygfält anlades på tomtmarken för Håga by och vid förlängningen av den stora betongbelagda start- och landningsbanan 1954 drogs denna förlängning rakt över delar av Håga gamla byplats, varvid det mest av de kvarvarande lämningarna utplånades.

## Fornminnesinventeringen 1980
Enligt fornminnesinventeringen 1980 finns endast några stenar som möjligen kan utgöra rest av en husgrund. I Hågas omedelbara närhet finns fornlämningar från den yngre järnåldern, cirka 400-1050 e.Kr. med dess tre perioder folkvandringstid, vendeltid och vikingatid. De fasta fornlämningarna i socknen stammar till överväldigande del från denna tid. I hela socknen finns 67 mindre fornlämningsgrupper och 41 gravfält registrerade. På en karta över fornlämningar finns de flesta fornlämningarna i socknens södra delar. 1994 gjordes en arkeologisk undersökning på Kalvshälla bytomt inför att en framtida stad skulle växa fram på Barkarby flygfält. Byn Kalvshälla låg strax väster om vad som senare blev Barkarby flygfält. Den medeltida gårdens historia går tillbaka till järnåldern. Fornlämningarna finns, förutom i Håga, även vid Säby, Vibble, Nibble, Viksjö, Fjällen, Veddesta, Ålsta, Lövsta, Skälby, Björkeby, Barsbro och Kyrkbyn eller tidigare Järfälla gård.

## Håga båtsmanstorp eller Håga rutor
Håga båtsmanstorp, som nu är rivet, låg 300-400 meter sydsydväst om Stens gårdsplats och cirka 500 meter västsydväst om den punkt där Säbyån skär gamla vägen Barkarby-Hägerstalund. Torpet torde ha upphört att vara bebott 1906.
Platsen för Håga båtsmanstorp ligger på östra sidan av Säbysjön. Från Säby gård tar man sig dit via vägen söder om Säbysjön mot Igelbäcken och sedan norrut. Håga båtsmanstorp var inte beläget på själva Håga bys inägor, utan det låg på en utgjord inom gården Stens ägor invid Säbysjöns östra strand. Det finns nu inte några byggnader kvar på torpets plats. Platsen, där båtsmanstorpet låg, ligger cirka 800 m sydöst om Rocksta gård och således ungefär 2,5 km nordnordväst om själva Håga byplats. Byplatsen har kommit att benämnas Håga rutor.
Från och med 1716 upptas båtsmän på Håga. Båtsmännen på Håga båtsmanstorp kallade sig nästan uteslutande Hågman. Under 1700-talet fanns det ofta förutom den ordinarie båtsmannen sporadiskt en så kallad fördubblingsbåtsman och namnen Bryggare, Hielp, Mältare och Hurtig förekom. Den siste båtsmannen var Carl August Hågman. Han flyttade till Sockenstugan invid Järfälla kyrka efter att 1894 ha blivit kyrkvaktmästare. På Håga upptas båtsmän (med nr 48) till 1899. Sju båtsmän har innehaft torpet under de sista 100 åren av torpets historia. Om båtsmännen på Håga har vi från 1800-talets början har vi kontinuerliga och fylliga uppgifter. Fram till 1906 var Håga båtsmanstorp bebott, såsom nämnts ovan.

## Håga backstuga
Håga backstuga upptas i mantalslängderna 1800–1809. Där bor ett par inhyseshjon. Backstugan nämns inte i husförhörslängderna, men säkerligen är den identisk med den bebyggelse, som ingår där under beteckningen "på ägorna"”, som ofta betecknar backstugubebyggelse.

## Håga ägor
På Håga ägor tycks bebyggelse åter ha kommit till stånd från 1860-talets mitt. Bebyggelsen var invid landsvägen Barkarby-Hägerstalund cirka 1 km sydväst om Hägerstalund och således inte på den gamla byplatsen. Platsen upptas som bebyggd på topografiska kårens karta 1862 och 1866, översedd 1892–1894. Det var i regel statfolk under Hägerstalund som bott här, vilket framgår av husförhörsböcker och mantalslängder. Brukspatron Pehr Hjalmar Fagerholm, en av Hägerstalunds ägare åren 1883–1890 enligt husförhörsboken, är skriven på Håga, som torde avse denna bebyggelse.
På Håga ägor finns denna bebyggelse inte upptagen på samma plats, utan flyttad närmare Hägerstalund, men fortfarande invid landsvägen Barkarby-Hägerstalund endast några få meter från sockengränsen och cirka 300 meter väser om Hägerstalund, på den ekonomiska kartan 1901-1902. På ekonomiska kartan 1901-1902 kallas bebyggelsen Villan. Ägaren av Hägerstalund, P. Johan Linderoth bor åren 1899-1902 på Håga, vilket torde avse denna plats, enligt församlingsboken. Jordbruksarbetare vid Hägerstalund bodde i regel senare här. Till 1938 är platsen bebodd.